# Killington (Vermont)
Killington ist eine Town im Rutland County des Bundesstaates Vermont in den Vereinigten Staaten mit 1407 Einwohnern (laut Volkszählung von 2020). Die Town hieß von 1800 bis 1999 Sherburne und trägt seitdem wieder ihren ursprünglichen Namen.

## Geografie
Nach den Angaben des United States Census Bureaus hat die Town of Killington eine Gesamtfläche von 121,4 km2, wovon 120,8 km2 auf Land und 0,6 km2 (= 0,47 %) auf Gewässer entfallen. Das Quellgebiet des Ottauquechee River liegt auf dem Gebiet Killingtons.

### Geografische Lage
Die Town Killington liegt in den östlichen Hängen der Green Mountains, im Osten des Rutland Countys. Der Ottauquechee River entspringt an den Hängen der Green Mountains und durchquert in nordsüdlicher Richtung das Gebiet der Town. Ein weiterer Bach entspringt unterhalb des 1291 m (4235 ft) hohen Killington Peaks, dieser mündet im Ottauquechee River, welcher selbst ein Zufluss des Connecticut Rivers ist. Weitere Berge auf dem Gebiet der Town sind der 1159 m (3802 ft) hohe Bear Mountain, der 1098 m (3602 ft) hohe Rams Head und der 1092 m (3589 ft) hohe Snowden Peak. Sie liegen dicht bei einander und ihre Hänge bilden das Skigebiet Killington Ski Area.

### Nachbargemeinden
Alle Entfernungen sind als Luftlinien zwischen den offiziellen Koordinaten der Orte aus der Volkszählung 2010 angegeben.
- Norden: Stockbridge, 4,0 km
- Osten: Bridgewater, 10,5 km
- Südwesten: Mendon, 10,0 km
- Nordwesten: Chittenden, 14,1 km

### Klima
Die mittlere Durchschnittstemperatur in Ira liegt zwischen −7,2 °C (19 °Fahrenheit) im Januar und 20,6 °C (69 °Fahrenheit) im Juli. Damit ist der Ort gegenüber dem langjährigen Mittel der USA um etwa 10 Grad kühler. Die Schneefälle zwischen Oktober und Mai liegen mit bis zu zwei Metern etwa doppelt so hoch wie die mittlere Schneehöhe in den USA. Die tägliche Sonnenscheindauer liegt am unteren Rand des Wertespektrums der USA.

## Geschichte
Die Town of Killington wurde am 7. Juli 1761 durch einen Grant New Hampshires gegründet. Im Jahr 1800 wurde sie in Sherburne umbenannt, nach dem Landbesitzer Colonel Benjamin Sherburne. Am 2. März 1999 entschied sich die Bevölkerung Killingtons dafür, den ursprünglichen Namen wieder anzunehmen; diesem Beschluss wurde durch die Vermont General Assembly die Zustimmung erteilt, sodass die Town seit dem 1. Juli 1999 wieder Killington heißt.
Killington war eine von dreizehn Towns in Vermont, die am 28. August 2011 durch Überflutungen im Zusammenhang mit Hurrikan Irene von der Außenwelt abgeschnitten wurden; Killington war während 19 Tagen nicht zugänglich.
Die Wähler Killingtons haben sich zweimal in einer Abstimmung für eine Sezession von Vermont und für den Beitritt zu New Hampshire entschieden. Die Beweggründe sind eine empfundene Ungleichheit bei den nach Vermont abgeführten Steuern in Bezug auf die empfangenen Leistungen. Diese Abstimmungen haben jedoch nur symbolischen Charakter, da die Staatsregierungen sowohl von Vermont als auch New Hampshire zustimmen müssten.

### Einwohnerentwicklung
| Volkszählungsergebnisse – Town of Killington, Vermont | Volkszählungsergebnisse – Town of Killington, Vermont | Volkszählungsergebnisse – Town of Killington, Vermont | Volkszählungsergebnisse – Town of Killington, Vermont | Volkszählungsergebnisse – Town of Killington, Vermont | Volkszählungsergebnisse – Town of Killington, Vermont | Volkszählungsergebnisse – Town of Killington, Vermont | Volkszählungsergebnisse – Town of Killington, Vermont | Volkszählungsergebnisse – Town of Killington, Vermont | Volkszählungsergebnisse – Town of Killington, Vermont | Volkszählungsergebnisse – Town of Killington, Vermont |
| Jahr                                                  | 1700                                                  | 1710                                                  | 1720                                                  | 1730                                                  | 1740                                                  | 1750                                                  | 1760                                                  | 1770                                                  | 1780                                                  | 1790                                                  |
| ----------------------------------------------------- | ----------------------------------------------------- | ----------------------------------------------------- | ----------------------------------------------------- | ----------------------------------------------------- | ----------------------------------------------------- | ----------------------------------------------------- | ----------------------------------------------------- | ----------------------------------------------------- | ----------------------------------------------------- | ----------------------------------------------------- |
| Einwohner                                             |                                                       |                                                       |                                                       |                                                       |                                                       |                                                       |                                                       |                                                       |                                                       | 32                                                    |
| Jahr                                                  | 1800                                                  | 1810                                                  | 1820                                                  | 1830                                                  | 1840                                                  | 1850                                                  | 1860                                                  | 1870                                                  | 1880                                                  | 1890                                                  |
| Einwohner                                             | 90                                                    | 116                                                   | 154                                                   | 452                                                   | 498                                                   | 578                                                   | 525                                                   | 462                                                   | 450                                                   | 451                                                   |
| Jahr                                                  | 1900                                                  | 1910                                                  | 1920                                                  | 1930                                                  | 1940                                                  | 1950                                                  | 1960                                                  | 1970                                                  | 1980                                                  | 1990                                                  |
| Einwohner                                             | 402                                                   | 409                                                   | 336                                                   | 298                                                   | 266                                                   | 283                                                   | 266                                                   | 558                                                   | 891                                                   | 738                                                   |
| Jahr                                                  | 2000                                                  | 2010                                                  | 2020                                                  | 2030                                                  | 2040                                                  | 2050                                                  | 2060                                                  | 2070                                                  | 2080                                                  | 2090                                                  |
| Einwohner                                             | 1.095                                                 | 811                                                   | 1.407                                                 |                                                       |                                                       |                                                       |                                                       |                                                       |                                                       |                                                       |

## Kultur und Sehenswürdigkeiten

### Parks

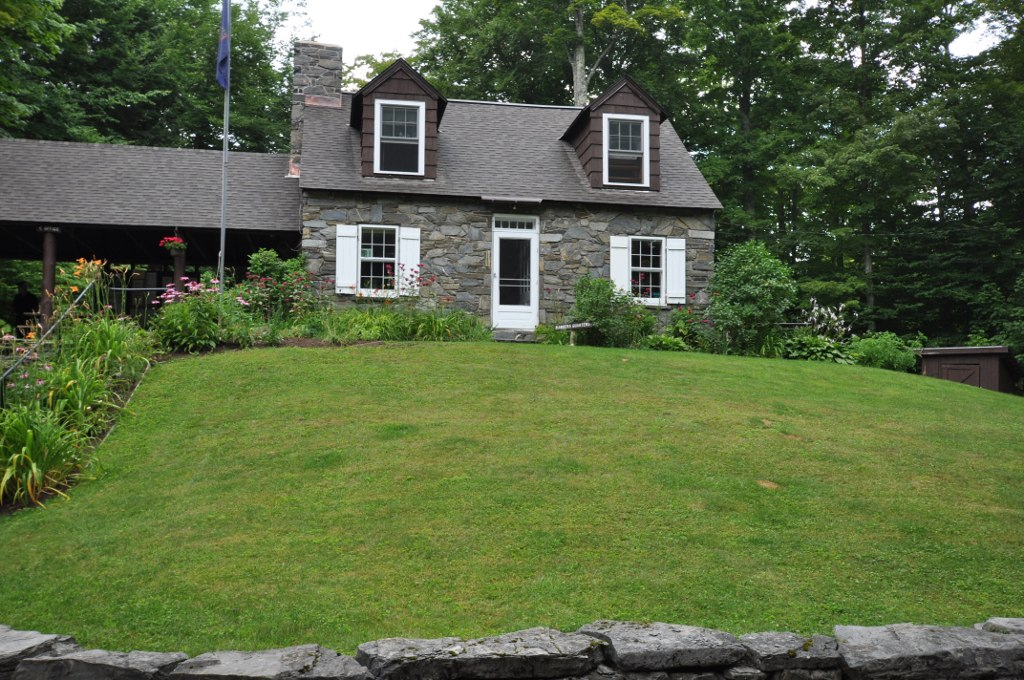
Ranger Quartier im Gifford Woods State Park

Der Gifford Woods State Park liegt im Nordwesten der Town. Er wurde im Jahr 1931 eingerichtet. In den folgenden Jahren konnte er durch Landspenden von Walter K. Barrows weiter wachsen.

### Sport
Das Killington Ski Resort ist das größte Skigebiet im Osten der Vereinigten Staaten. Zahlreiche Urlaubsunterkünfte befinden sich dort. Mitte der 1960er Jahre wurde es dank der experimentierfreudigen Skilehrer Hermann Göllner und Tom Leroy zu einem wichtigen Zentrum des modernen Freestyle-Skiing. Im November 2016 war Killington zum ersten Mal Austragungsort des Alpinen Skiweltcups; es wurde ein Slalom- sowie ein Riesenslalom-Wettbewerb der Damen ausgerichtet.

## Wirtschaft und Infrastruktur

### Verkehr
Der U.S. Highway 4, führt von den Green Mountains im Westen in südöstlicher Richtung durch die Town und verbindet Killington im Westen mit Mendon und im Südosten mit Bridgewater. Vom Highway 4 zweigt in nördlicher Richtung die Vermont State Route 100 ab. Sie führt nach Pittsfield.

### Öffentliche Einrichtungen
In Killington gibt es kein eigenes Krankenhaus. Das nächstgelegene Krankenhaus ist das Rutland Regional Medical Center in Rutland.

### Bildung
Killington gehört zur Windsor Central Supervisory Union. Im Ort befindet sich die Killington Elementary School mit Klassen vom Kindergarten bis zur sechsten Schulklasse.

## Persönlichkeiten

### Persönlichkeiten, die vor Ort gewirkt haben
- Jared Goldberg (* 1991), Skirennläufer